# 清水亮
清水 亮（しみず りょう、1974年 - ）は、日本の歴史学者。埼玉大学教育学部准教授。早稲田大学博士（文学）。専門は中世史、特に鎌倉幕府。

## 来歴
1974年、神奈川県生まれ。
1996年、慶應義塾大学文学部卒業。2002年、早稲田大学大学院文学研究科博士後期課程単位取得退学。2007年より埼玉大学教育学部准教授。
所属学会は、埼玉県地方史研究会、民衆史研究会、歴史学研究会、日本史研究会、地方史研究協議会、日本古文書学会、歴史科学協議会、鎌倉遺文研究会。
2005年、学位論文「鎌倉幕府御家人制の地域的展開と中世国家」により早稲田大学より博士（文学）授与。

## 著書
- 『鎌倉幕府御家人制の政治史的研究』（校倉書房、2007年）
- 『中世武士 畠山重忠―秩父平氏の嫡流』（吉川弘文館・歴史文化ライブラリー、2018年）

### 共編著
- 『南北朝遺文 関東編』第2‐7巻 佐藤和彦,山田邦明,伊東和彦,角田朋彦共編 東京堂出版 2008‐17
- 『畠山重忠』（編著、戎光祥出版、2012年）
- 『常陸真壁氏』（編著、戎光祥出版、2016年）